# Turó de Can Camps
El Turó de Can Camps és una muntanya de 286 metres que es troba al municipi de Sant Cugat del Vallès, a la comarca del Vallès Occidental.
Al cim podem trobar-hi un vèrtex geodèsic (referència 287120001).